# Rainmeter
Rainmeter – darmowe i otwarte narzędzie do dostosowywania pulpitu dla systemu Windows, wydane na licencji GNU GPL v2. Umożliwia użytkownikom tworzenie i wyświetlanie generowanych przez użytkownika dostosowywalnych widżetów pulpitu lub apletów zwanych „skórkami”, które wyświetlają informacje. Gotowe do użycia kolekcje skórek można pobrać i zainstalować w pakietach zwanych „skórkami”.
Wspólne funkcje skórek Rainmeter obejmują zegary na pulpicie, czytniki RSS, monitory systemowe, widżety pogodowe, programy uruchamiające aplikacje i odtwarzacze audio.